# Charles Dobzynski
Charles Dobzynski (Varsó, 1929. április 8. – Vincennes, 2014. szeptember 26.) francia költő, író.

## Élete
Lengyelországban született, zsidó családban, egyéves korában családja Franciaországba emigrált. A második világháború alatt a deportálás elől családja bújtatta. Egy textilvállalatot igazgatott, amikor édesapja 1946-ban meghalt. 
Első költeményét 1944-ben publikálta a francia ellenállás Jeune Combat című ifjúsági lapjában. 1949 végén Paul Éluard mutatta be néhány költeményét a Les Lettres françaises című irodalmi lapban. Louis Aragon javaslatára a Ce soir című lap munkatársa lett, előszót írt Aragon és Elsa Triolet köteteihez. Irodalmi munkásságára az 1950-es és 1960-as években három szenvedélye, az űrhajózás, a mozi és a költészet gyakorolta a legnagyobb hatást. Franciára fordította Rainer Maria Rilke verseit. Az 1970-es évek elején az Europa magazin szerkesztője lett, Pierre Gamarrával és Pierre Abrahammal, néhány évvel később a lap vezetőjévé nevezték ki. Tristan Tzarával a lettrizmus avantgárd irodalmi irányzatot követte, azonban – mivel olyan verseket alkotott, amelyek nem feleltek meg az Isidore Isou által lefektetett elveknek – ezt az irányzatot elhagyta. 
Újságíróként és filmkritikusként Michel Capdenac írói álnév alatt alkotott, leginkább a Les Lettres françaises és az Écran című lapokban. A jiddis költészetből antológiát állított össze.

## Elismerései
- 2005 : Goncourt költészeti díj, az életművéért
- 2012 : Société des gens de lettres nagydíja), az életművéért
- A Mallarmé-akadémia tagja
- Guillaume Apollinaire-nagydíj

## Munkái
- Dans les jardins de Mitchourine, coll. « Cahiers bi-mensuels » numéro 109, Éditions Seghers, 1951
- Notre amour est pour demain, Éditions Seghers, 1951
- Chronique du temps qui vient, Armand Henneuse, 1954
- Au clair de l’amour, Seghers, 1955
- D’une voix commune, Seghers, 1962
- L’Opéra de l’espace, Éditions Gallimard, 1963
- Couleur mémoire, Éditeurs français réunis, 1974
- Capital terrestre, Éditeurs français réunis, coll. « Petite sirène », 1975
- Un Cantique pour Massada, Europe poésie, 1976
- Arbre d’identité, Rougerie, 1976
- Taromancie, Paris : Les Editeurs français réunis, 1977
- Callifictions, 1977
- Table des éléments, Éditions Belfond, 1978
- Délogiques, Belfond, 1981
- Une vie de ventrilogue, 1981
- 40 polars en miniature, Rougerie 1983
- Liturgie profane, Le Verbe et l'empreinte 1983
- Le Commerce des mondes, Messidor, 1985, grand prix de la science-fiction française 1986
- Anthologie de la poésie yiddish, Le Miroir d’un peuple, présentation, choix et traduction, Gallimard, 1987 et 2000 (Poésie/Gallimard)
- La vie est un orchestre, Belfond, 1988, prix Max-Jacob 1992
- Alphabase, Rougerie, 1992
- Fable chine, Rougerie, 1996
- Géode, éd. Phi, 1998
- Le Monde , l'Harmattan, 1998
- Journal alternatif, Bernard Dumerchez, 2000
- Les Heures de Moscou, Europe/Poésie
- L’Escalier des Questions. (dessin de couverture et onze lavis de Colette Deblé), L'Amourier, 2002
- Corps à réinventer. éditions de la Différence, 2005
- Le Réel d’à côté (frontispice de Nicolas Rozier), L'Amourier, 2005
- La Scène primitive, éditions de la Différence, 2006 ISBN 9-782-72911-6
- La Surprise du lieu, éditions de la Différence, 2006
- À revoir, la mémoire, éd. Phi 2006
- Gestuaire des sports. Le Temps des cerises, 2006 ISBN 978-2-84109-609-1
- Solène et le cyborg. Publibook, 2009 ISBN 978-2-7483-5067-8
- J’ai failli la perdre, éditions de la Différence, 2010 ISBN 978-2-7291-1887-7
- La Comédie des échecs. Publibook, 2010 ISBN 978-2-7483-5367-9
- La Mort, à vif", L'Amourier, 2010
- Je est un juif, roman. Orizons, 2011 ISBN 978-2-296-08771-2
- Le Bal des baleines & autres fictions". Orizons, 2011 ISBN 978-2-296-08772-9
- Le Tour du monde des animaux (Daniel Hénonnal közösen) Société des écrivains, 2011 ISBN 9782748362039
- Un four à brûler le réel, Tome I, Poètes de France. Orizons, 2012 ISBN 978-2-296-08810-8
- Les Baladins de Paris, Temps des cerises, 2012 ISBN 978-2-841-09924-5
- Ma mère, etc., éd. Orizons, 2013
- Journal de la lumière & Journal de l'ombre, Le Castor Astral, 2013
- Un four à brûler le réel, Tome II, Poètes du Monde. Orizon, 2014

### Fordítások
- Vlagyimir Majakovszkij, Le Nuage en pantalon, bilingue, Le Temps des cerises / Trois-Rivières, Écrits des forges, Pantin, 1998
- Rainer Maria Rilke, Sonnets à Orphée, bilingue, Editions Orizons, Cardinales, 2012

## Külső hivatkozások
- Présentation et bibliographie par genres de Charles Dobzynski sur le site des éditions L'Amourier, présentation sur le site de « La Différence » et « Publibook »
- Un poème et une suite de poèmes Archiválva 2019. október 21-i dátummal a Wayback Machine-ben sur Le Capital des Mots
- Une interview de Charles Dobzynski sur Enviedecrire.com
- Charles Dobzynski sur France Culture
- Tevékenysége az Europe című lapban: accès en ligne